# XXXII Individual d'Escala i Corda
El XXXII Individual d'Escala i Corda començà divendres 15 de setembre de 2017 a Sueca.
Vint escalaters competiren pel trofeu patrocinat per Bankia en tres fases: en fase prèvia, quatre jóvens promeses es jugaren el passe a la primera fase, en la qual entraren sis professionals; els altres quatre debutaren en quarts de final.

## Pilotaris participants
El participant més veterà d'esta edició tornà a ser Salva, amb trenta-huit anys; els més jóvens, Giner i José Salvador, amb dèneu. Tots jugaven habitualment al rest excepte els mitgers Bueno, Monrabal, Nacho, Salva i Santi de Finestrat. Francés de Petrer no aplegà a competir perquè es va lesionar abans del seu debut en el torneig, dilluns 25 a Guadassuar contra Nacho.
| E.    | Figura           | Llinatges                  | Lloc d'origen      | P.  | Palmarés |
| ----- | ---------------- | -------------------------- | ------------------ | --- | -------- |
| 33 a. | Soro III         | Francesc Soro Juan         | Massamagrell       | 3/3 | 4 · 3    |
| 24 a. | Pere Roc II      | Rodrigo Sebastià Alonso    | Benidorm           | 3/4 |          |
| 22 a. | Marc             | Marc Gimeno Sánchez        | Montserrat         | 1/2 | 3 sub-23 |
| 37 a. | Miguel           | Miguel González Marí       | Petrer             | 1/2 | 1 · 1    |
| 26 a. | Bueno            | Víctor Bueno Gimeno        | Meliana            | 4/5 | 1 sub-18 |
| 35 a. | Genovés II       | José Cabanes Corcera       | el Genovés         | 1/2 | 5        |
| 26 a. | Puchol II        | Xavi Puchol Catalunya      | Vinalesa           | 0/1 | 1 · 1    |
| 30 a. | Fageca           | Ismael Vidal Soneira       | València           | 0/1 | 1        |
| 28 a. | Santi de Silla   | Santiago Cebrià del Rey    | Silla              | 0/1 |          |
| 28 a. | Nacho            | Ignacio Chacón Dalmau      | Beniparrell        | 0/2 |          |
| 20 a. | De la Vega       | Lluís de la Vega Herrero   | Almussafes         | 2/3 |          |
| 23 a. | Ferrer           | Santi Ferrer Reus          | Llíber             | 0/1 |          |
| 19 a. | Giner            | Marc Giner Giner           | Murla              | 0/1 | 1 sub-18 |
| 27 a. | Monrabal         | Roberto Monrabal           | Vilamarxant        | 0/1 |          |
| 25 a. | Pablo de Sella   | Pablo Vidal Climent        | Sella              | 0/1 |          |
| 24 a. | Pablo de Borriol | Pablo Linares Balaguer     | Borriol            | 2/3 |          |
| 38 a. | Salva            | Salvador Vicente Mormeneo  | Massamagrell       | 0/1 |          |
| 32 a. | Santi            | Santiago Ortuño Orquín     | Finestrat          | 0/1 | 1        |
| 19 a. | José Salvador    | José Salvador Fernández    | Quart de les Valls | 0/1 | 1 sub-23 |
| 21 a. | Francés          | Álvaro José Francés Moreno | Petrer             | 0/0 |          |

## Fase prèvia
En la primera jornada es disputaren dos partides eliminatòries de jóvens promeses: en la primera, Bueno superà 60 per 20 al campió individual sub-23, José Salvador; en la segona, Ferrer aconseguí igualar a 55 després d'una remuntada, encara que al remat el guanyador fon Lluís de la Vega. Una setmana més tard, Bueno eliminà al punter Monrabal en el seu poble, Vilamarxant, i De la Vega guanyà Pablo de Sella, que patia molèsties en la mà, a Benissa. Dilluns 25 a Borriana, Pablo de Borriol es mostrà superior a Santi de Silla fins a situar-se 55 per 35, encara que Santi aconseguí remuntar fins al resultat de 60 per 50 a favor de Pablo. En l'última jornada d'esta fase es disputaren dos eliminatòries a Sueca: en la primera, duel de mitgers, Bueno eliminà amb claredat 60 per 35 a Nacho; en l'altra, una partida de dos hores molt igualada, Pablo de Borriol aconseguí superar Lluís de la Vega en l'últim joc, 60 a 55, del dau estant.

## Primera fase
Dilluns 2 d'octubre a migdia, ans que mamprenguera la primera fase, la seu de Bankia acollí el sorteig públic els llocs de quarts de final, en els quals competixen els caps de sèrie Marc, Miguel i els finalistes de l'edició anterior, Puchol i Soro.
La primera partida regular es jugà l'endemà, dimarts 3, al Tio Pena de Massamagrell: el mitger local Salva perdé 25 per 60 contra Genovés II, molt més experimentat en el mà a mà, encara que havia estat dos anys sense disputar l'individual per culpa d'una lesió.
Divendres 6 d'octubre a Dénia, Bueno es classificà en guanyar 60 per 30 a Santi de Finestrat —subcampió l'any 2012—, que partia com a favorit després d'haver estat a punt de guanyar a Puchol II en l'edició anterior: Santi anotà els dos primers jocs, però l'altre mitger no tardà en igualar-lo i superar-lo 55 per 25, encara que Santi guanyà un altre joc abans d'acabar la partida.
Dissabte 7 d'octubre es disputaren dos partides més: en la primera, Fageca feu valdre la seua experiència en el mà a mà —fon subcampió en 2013— front a Pablo el borriolenc, al qual superà 60 per 40; en la segona, el campió de lliga Pere Roc II eliminà al jove Giner de Murla amb una diferència de 60 per 25.

## Quarts de final
El primer quart es disputà dijous 12 d'octubre a Massamagrell: Miguel i Fageca s'enfrontaren després d'haver passat un temps sense competir (ambdós havien retornat el 3 de juliol), en una partida molt disputada que no es va resoldre fins que Miguel trencà el dau a Fageca iguals a 50 i guanyà l'últim joc en tornar al dau.
El segon quart, que enfrontà divendres 13 al campió vigent, Puchol II, contra el campió de la Lliga, Pere Roc II, tingué el mateixos decurs i resultat, si bé fon Pere Roc qui trencà el dau a Puchol i l'eliminà després d'una partida molt igualada en Vilamarxant. El rival de Pere Roc en semifinals es decidí l'endemà, dissabte 14, a Pelayo: Genovés II, que tornava a jugar l'Individual després de tres anys d'absència i una setmana després de casar-se, no va poder superar Marc, que no debades jugà de roig; el montserratí dominà durant tota la partida i, a 45 per 30, Genovés decaigué i es queixava que no veia la pilota, però encara pugé fer un joc del dau abans de perdre 60 per 35.
L'últim quart, disputat diumenge 15 a Sueca, fon l'estrena de Soro III en esta edició: el subcampió vigent dominà la partida des de primera hora i Bueno no li pogué fer un joc fins a 35 en contra; Soro no s'encantà i eixamplà la diferència 50 per 20 ans que Bueno guanyara el seu últim joc, després del qual Soro guanyà el passe a semifinals 60 per 25.

## Semifinals
La primera semifinal es jugà divendres 20 a les 22.45 de la nit a Vila-real: Miguel, de blau, només pogué fer el primer joc del dau; Soro III, favorit com a subcampió vigent, li guanyà tots els altres amb autoritat fins al resultat de 60 per 20.
La segona semifinal es disputà diumenge 22 de matí al Nou Trinquet de Guadassuar: Pere Roc, de blau, eixí al rest amb Oltra com a feridor i guanyà els dos primers jocs a Marc, favorit dels postors i del públic amb a muntó de seguidors en el trinquet; Marc encara igualà fins a 30, però li costava jugar a l'aire mentre Roc dominava el dau i el rest amb l'esquerra i el rest fins a desmarcar-se 30 per 50; Marc només pogué fer un altre joc abans que Pere Roc el guanyara, 60 per 35.
|  | Quarts de final                   | Quarts de final                |                                   |    | Semifinals | Semifinals |  |  | Final | Final |
|  |                                   |                                |                                   |    |            |            |  |  |       |       |
|  | Massamagrell, dijous 12 d'octubre |                                |                                   |    |            |            |  |  |       |       |
|  |                                   |                                |                                   |    |            |            |  |  |       |       |
|  | Miguel de Petrer                  | 60                             |                                   |    |            |            |  |  |       |       |
|  | Miguel de Petrer                  | 60                             | Vila-real, divendres 20 d'octubre |    |            |            |  |  |       |       |
|  | Fageca                            | 50                             |                                   |    |            |            |  |  |       |       |
|  | Fageca                            | 50                             | Soro III                          | 60 |            |            |  |  |       |       |
|  | Sueca, diumenge 15 d'octubre      |                                | Soro III                          | 60 |            |            |  |  |       |       |
|  |                                   | Miguel                         | 20                                |    |            |            |  |  |       |       |
|  | Soro III                          | Miguel                         | 20                                | 60 |            |            |  |  |       |       |
|  | Soro III                          |                                | Pelayo, diumenge 29 d'octubre     | 60 |            |            |  |  |       |       |
|  | Bueno                             | 25                             |                                   |    |            |            |  |  |       |       |
|  | Bueno                             | 25                             | Soro III                          | 60 |            |            |  |  |       |       |
|  | Vilamarxant, div. 13 d'octubre    |                                | Soro III                          | 60 |            |            |  |  |       |       |
|  |                                   | Pere Roc II                    | 35                                |    |            |            |  |  |       |       |
|  | Puchol II                         | Pere Roc II                    | 35                                | 50 |            |            |  |  |       |       |
|  | Puchol II                         | Guadassuar, dium. 22 d'octubre |                                   | 50 |            |            |  |  |       |       |
|  | Pere Roc II                       | 60                             |                                   |    |            |            |  |  |       |       |
|  | Pere Roc II                       | 60                             | Marc                              | 35 |            |            |  |  |       |       |
|  | Pelayo, dissabte 14 d'octubre     |                                | Marc                              | 35 |            |            |  |  |       |       |
|  |                                   | Pere Roc II                    | 60                                |    |            |            |  |  |       |       |
|  | Marc                              | Pere Roc II                    | 60                                | 60 |            |            |  |  |       |       |
|  | Marc                              |                                |                                   | 60 |            |            |  |  |       |       |
|  | Genovés II                        | 35                             |                                   |    |            |            |  |  |       |       |
|  | Genovés II                        | 35                             |                                   |    |            |            |  |  |       |       |

## Final
La final es presentà en conferència de premsa dimarts 24 al trinquet de Pelayo: tant Soro com Pere Roc elogiaren l'adversari i apuntaren que, si bé un era favorit i l'altre «víctima», el pronòstic era incert.
La partida es disputà eixe diumenge, 29 d'octubre, a Pelayo: començà dauera fins a 25 iguals, però Soro guanyà del rest i dominà tot l'encontre;
Pere Roc només pogué anotar dos jocs més, 40 per 30 del rest i 55 per 35 del dau, abans que Soro guanyara.